# 小形利文
小形 利文（おがた としふみ、1948年8月5日 - ）は、福岡県出身の元プロ野球選手（外野手）。

## 来歴・人物
小倉工業高では1970年、中堅手として、2年生エース横山晴久を擁し夏の甲子園に出場。準決勝に進むが、松山商業高の西本明和投手に0-1で完封される。
高校卒業後は、社会人野球の八幡製鐵に入団。都市対抗野球などで活躍した。
1970年にドラフト外で東映フライヤーズへ入団。1971年のジュニアオールスターに出場。俊足で知られ、主に代走や外野の守備固めとして起用される。1974年に現役を引退した。

## 詳細情報

### 年度別打撃成績
| 年 度     | 球 団     | 試 合 | 打 席 | 打 数 | 得 点 | 安 打 | 二 塁 打 | 三 塁 打 | 本 塁 打 | 塁 打 | 打 点 | 盗 塁 | 盗 塁 死 | 犠 打 | 犠 飛 | 四 球 | 敬 遠 | 死 球 | 三 振 | 併 殺 打 | 打 率 | 出 塁 率 | 長 打 率 | O P S |
| --------- | --------- | ----- | ----- | ----- | ----- | ----- | -------- | -------- | -------- | ----- | ----- | ----- | -------- | ----- | ----- | ----- | ----- | ----- | ----- | -------- | ----- | -------- | -------- | ----- |
| 1972      | 東映 日拓 | 49    | 10    | 10    | 18    | 1     | 0        | 0        | 0        | 1     | 1     | 1     | 0        | 0     | 0     | 0     | 0     | 0     | 2     | 0        | .100  | .100     | .100     | .200  |
| 1973      | 東映 日拓 | 18    | 10    | 9     | 1     | 2     | 0        | 0        | 0        | 2     | 0     | 1     | 1        | 0     | 0     | 1     | 0     | 0     | 1     | 0        | .222  | .300     | .222     | .522  |
| 通算：2年 | 通算：2年 | 67    | 20    | 19    | 19    | 3     | 0        | 0        | 0        | 3     | 1     | 2     | 1        | 0     | 0     | 1     | 0     | 0     | 3     | 0        | .158  | .200     | .158     | .358  |

- 東映（東映フライヤーズ）は、1973年に日拓（日拓ホームフライヤーズ）に球団名を変更

### 記録
- 初出場：1972年4月9日、対西鉄ライオンズ1回戦（北九州市営小倉球場）、9回表に加藤俊夫の代走として出場
- 初打席：1972年4月18日、対南海ホークス1回戦（大阪球場）、8回表に西岡三四郎の前に凡退
- 初先発出場：1972年8月17日、対近鉄バファローズ22回戦（日本生命球場）、8番・左翼手で先発出場
- 初安打：1972年8月27日、対阪急ブレーブス20回戦（阪急西宮球場）、5回表に高橋直樹の代打として出場、梶本隆夫から適時打

### 背番号
- 59 （1971年 - 1973年）
- 36 （1974年）